# Saarbahn
Saarbahn — официальное название системы междугородного трамвая (tram-train, трамвай, использующий трассы железных дорог), а также название организации, эксплуатирующей общественный транспорт в Саарбрюккене и окрестностях (трамвай и автобус).
Система трамвая соединяет города Саарбрюккен и Ригельсберг в Германии. Далее линия пересекает государственную границу и заходит в Саргемин (Sarreguemines) во Франции (Лотарингия). Таким образом, линия саарского трамвая является международной. Это — одна из трёх международных трамвайных линий в мире (другие — маршруты трамвая Базеля, которые соединяют Швейцарию с Францией и Германией, а также трамвай Страсбург-Кель).
В пределах Саарбрюккена система Saarbahn выполняет функцию обыкновенного городского трамвая.
Трамвай эксплуатирует организация Saarbahn GmbH.

## История
Первый паровой трамвай начал действовать в Саарбрюккене 4 ноября 1890 года. 26 сентября 1899 года он закрылся, но к тому времени в городе уже действовал электрический трамвай (с 8 февраля 1899 года). Первая трамвайная система Саарбрюккена закрылась 22 мая 1965 года.
В начале девяностых годов в районе Карлсруэ началось создание сети междугородного трамвая, действующей по модели «трамвай-поезд». Это значит, что за пределами города трамвай использует трассы железных дорог, а в городе работают в режиме обычного «традиционного» трамвая. Благодаря такой системе работы пассажиры получают возможность попадать из центра одного города в центр другого избегая пересадки на вокзалах.
Трамвайная система Карлсруэ оказалась успешной, поэтому власти Саарбрюккена решили возродить свой трамвай в новом качестве, построив аналогичную трамваю Карлсруэ систему в Саарбрюккене и его окрестностях.
Новый саарбрюккенский трамвай открылся 24 октября 1997 года, после строительства, длившегося два с половиной года. Первый участок трассы соединил Саргюмин (Франция) и Саарбрюккен. В ноябре 1998 года в Саарбрюккене началось строительство путепровода через железную дорогу. После завершения этого строительства, 31 июля 1999 года, трасса трамвая была продлена от остановки Ludwigstrasse до остановки Cottbuser Platz. 12 ноября 2000 года линия опять была продлена, от Cottbuser Platz до Siederheim. А 23 сентября 2001 года, после очередного продления, линия трамвая достигла посёлка Ригельсберг (остановка Riegelsberg Süd). 26 сентября 2009 года и 31 октября 2011 года были введены в эксплуатацию ещё два участка: Ригельсберг — Вальперсхофен/Этценхофен (Walpershofen/Etzenhofen) и Вальперсхофен/Этценхофен — Хойсвайлер (Heusweiler Markt).
В апреле 2009 года было открыто ответвление на Мессе. Трамваи по нему ходили каждые 30 минут во время больших выставочных мероприятий проводимых в Выставочном центре Саарбрюккена. С 2007 года этот участок больше не используется.

### Будущее
К 2014 году были закончены работы по продлению линии Saarbahn из Хойсвайлера в Лебах. Этот участок уже эксплуатируется (2017). Имеются планы строительства новых линий в Фёльклинген на западе и Нойшайдт (Neuscheidt) на востоке (вернее, переоборудования для движения трамваев старой железнодорожной линии), однако в связи с очень плохим состоянием железнодорожной линии эти планы были отложены на неопределённый срок.

## Описание системы

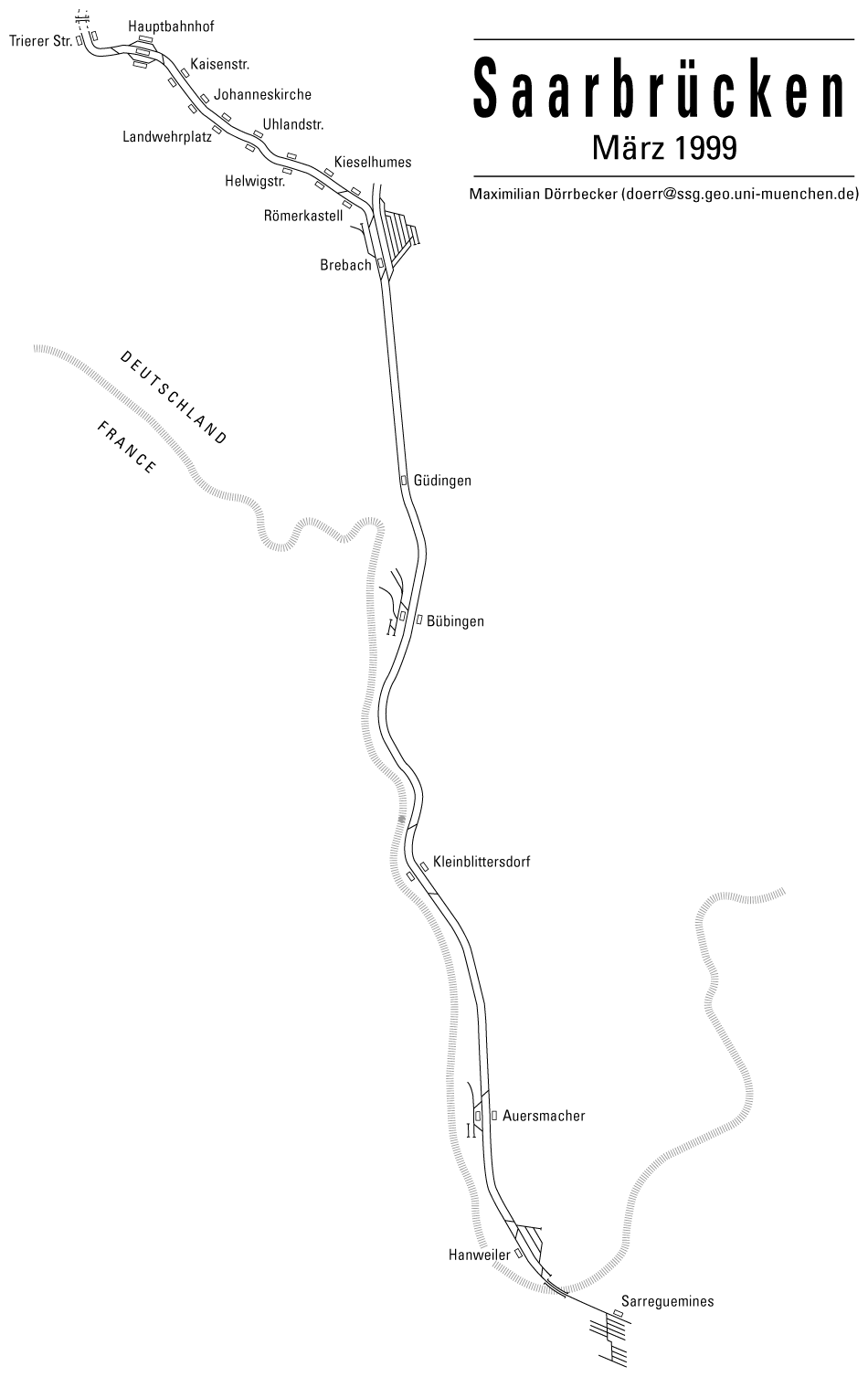
Схема трассы Saarbahn по состоянию на март 1999 года.

Между Саргюмином и станцией Brebach в Саарбрюккене трасса Saarbahn проходит по железнодорожной линии. На этом участке трамваи останавливаются на железнодорожных станциях. Напряжение контактной сети на этом участке — 15 кВ. На железнодорожной станции Brebach находится гейт (место соединения трамвайной и железнодорожной трасс), далее трасса Brebach имеет характер линии обычного городского трамвая. Напряжение контактной сети составляет здесь 750 В. Далее, на участке между Саарбрюккеном и Ригельсбергом, Saarbahn имеет выделенную трассу, которая имеет более железнодорожный, нежели трамвайный характер.
Строящийся участок между Ригельсбергом и Лебахом состоит из двух отрезков: уличного участка между Riegelsberg Süd и Etzenhofen и трассы бывшей железнодорожной линии между Etzenhofen и конечной остановкой в Лебахе.
Таким образом, по состоянию на начало 2007 года сеть Saarbahn состоит из одной линии с ответвлением. Протяжённость линии Saarbahn составляет 25,5 км, но после продления линии до Лебаха Saarbahn станет длиннее на 19,5 км (общая длина системы составит тогда 45 км).
Станции и остановки:
Sarreguemines (станция) — Hanweiler (станция) — Auersmacher (станция) — Kleinblittersdorf (станция) — Bübingen (станция) — Bübingen Nord (станция / запланирована) — Güdingen (стйнция) — Brebach (станция) — (гейт железная дорога — трамвайная трасса) — Römerkastell (остановка) — Kieselhumes (остановка) — Helwigstraße (остановка) — Uhlandstraße (остановка) — Landwehrplatz (остановка) — Johanneskirche (остановка) — Kaiserstraße (остановка) — Hauptbahnhof (остановка) — Trierer Straße (остановка) — Ludwigstraße (остановка) — Cottbuser Platz (остановка) — Pariser Platz / St. Paulus (остановка) — Rastpfuhl (остановка) — Siedlerheim (остановка) — Burbach Heinrichshaus (остановка) — Riegelsberg Süd — Riegelsberg Wolfskaulstraße (остановка) — Riegelsberg Rathaus (остановка) — Riegelsberg Post (остановка) — Riegelsberghalle (остановка) — Riegelsberg Güchenbach (остановка) — Etzenhofen (станция) — Walpershofen Mitte (станция) — Walpershofen Mühlenstraße (станция) — Heusweiler Realschule (станция) — Heusweiler Markt (станция) — строятся: Heusweiler in der Hommersbach (станция) — Heusweiler Kirschhof (станция) — Eiweiler (станция) — Eiweiler Nord (станция) — Landsweiler Süd (sстанция) — Landsweiler Nord (станция) — Lebach Süd (станция) — Lebach (станция) — Lebach-Jabach (станция)

Собственного депо у системы пока нет, трамваи хранятся в железнодорожном депо Саарбрюккена.

## Подвижной состав

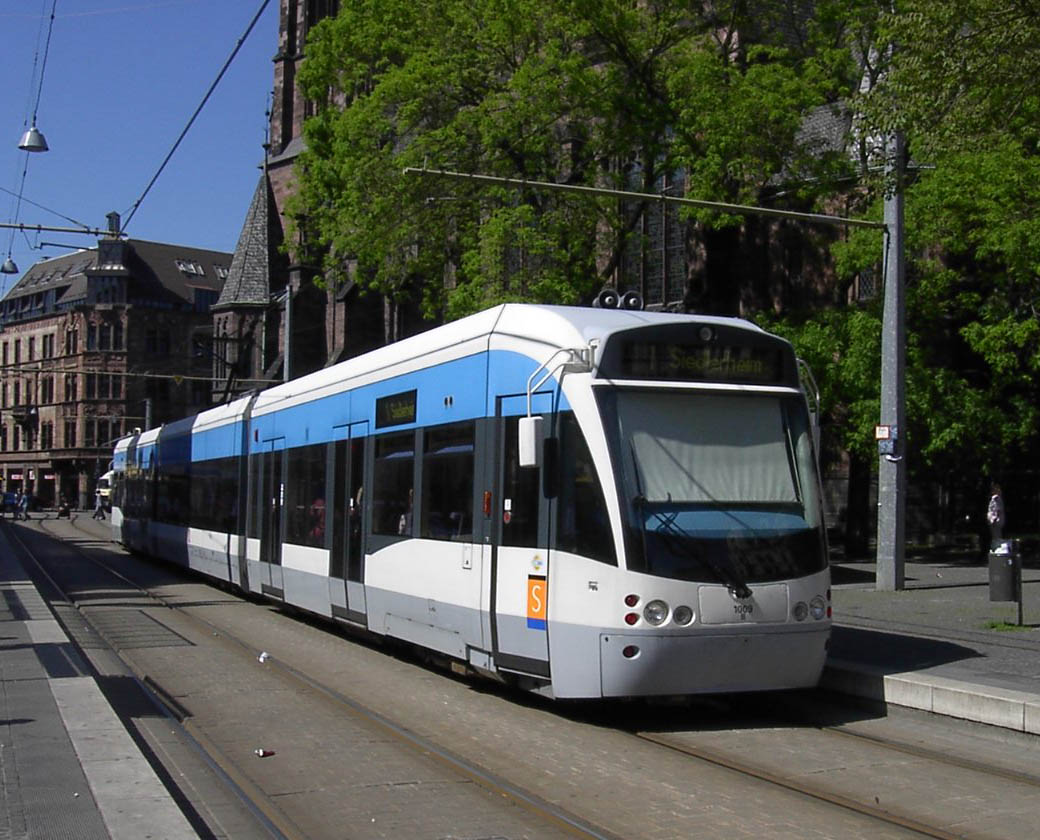
Один из трамваев, остановка Johanniskirche

В Саарбрюккене используются сочленённые низкопольные трамваи Flexity Link производства концерна Bombardier. Эти трамваи являются частью семейства Flexity, но в отличие от своих «братьев» (Flexity Swift, Flexity Classic и Flexity Outlook) трамваи Flexity Link специально оборудованы для возможности использования на железнодорожных линиях. Например, они могут потреблять не только «трамвайный» ток (750 В, постоянный ток), но и «железнодорожный» (15000 В, переменный ток).
Всего на Saarbahn имеется 28 трамваев (бортовые номера — 1001—1028). Все они были построены на фабрике в Брюгге (Бельгия). К открытию системы в 1997 году было поставлено 15 трамваев, в октябре 1998 года дирекция Saarbahn заказала ещё тринадцать. К январю 2001 года в Саарбрюккен прибыли все заказанные трамваи.